# Oratorio di Santa Maria Maggiore
L'oratorio di Santa Maria Maggiore è un luogo di culto cattolico situato nel comune di Albisola Superiore, in via San Nicolò, in provincia di Savona.
Sorge a fianco della chiesa parrocchiale di San Nicolò e, per la vicinanza del sito, è erroneamente denominato localmente come oratorio di San Nicolò o ancora con l'intitolazione a Nostra Signora della Neve. L'oratorio è stato sede della confraternita di Nostra Signora della Neve, già di San Nicolò, fino al 1820.

## Storia e descrizione
Sulla facciata, addossata all'originale in epoca successiva, è riportata la data del 1612. La struttura dell'edificio, di notevoli dimensioni, è ad unica navata con volta a botte a tutto sesto e presbiterio quadrato. L'interno è scandito dagli scranni lignei che avvolgono le lunghe pareti laterali dall'ingresso fino al presbiterio. Quest'ultimo si presenta affrescato e irrobustito da lesene sormontate da capitelli e stucchi dorati.
Sopra il portone di ingresso si trova una balconata in legno con un piccolo organo a canne presumibilmente del XIX secolo. L'altare è in marmo intarsiato e policromo di gusto barocco. Lungo le pareti si aprono le nicchie con le 14 monumentali statue in gesso alte circa tre metri rappresentanti santi, opera di Antonio Brilla. Lo stesso è autore della statua lignea qui conservata, datata al 1881, che raffigura Sant'Isidoro agricoltore. Vi è inoltre una statua lignea di San Nicolò risalente al 1708 di Anton Maria Maragliano.